# Krikor Bédikian
Krikor Bédikian (arménien : Գրիգոր Պետիկեան), né en 1908 à Ankara et mort le 24 novembre 1981 à Paris 14e, est un peintre d’origine arménienne .

## Biographie
Krikor Bédikian naît en 1908 Ankara (Empire ottoman), où son père juge est assassiné sous ses yeux. Ensuite, il erre jusqu'à Constantinople, puis on le retrouve dans des orphelinats à Corfou et à Beyrouth. C'est là qu'il réalise ses premiers vrais dessins (qui le suivent toute sa vie).
Fin décembre 1926, il s'embarque pour Marseille avec un passeport Nansen et un contrat de travailleur manuel, obtenu en trichant sur son âge.
En 1928, il se rend à Paris. Il y essaye les Beaux-Arts, puis se tourne vers l'Académie Julian (c'est là qu'il devient le grand ami de Missak Manouchian qui lui sert également de modèle), qu'il quitte plus tard afin de perfectionner seul son apprentissage dans les musées et les vieux grimoires.
En 1937 a lieu sa première exposition à Paris, au Salon de la Société des Beaux-Arts, pour laquelle il reçoit le premier prix.
En 1940, à la demande de ses amis, Krikor Bédikian organise une exposition dans son atelier parisien, rue des Plantes.
En 1945, il ouvre sa première exposition à Lausanne (Suisse) ; après une hésitation due à la nouveauté, toutes les toiles exposées finissent par être vendues. Il expose ensuite à Alexandrie et au Caire (Égypte), Malaga (Espagne), Milan (Italie), New York (États-Unis), Londres (Angleterre), Luxembourg (Luxembourg) ou Aix-en-Provence et d'autres villes françaises comme Deauville, Évian, etc.
En 1950 à Paris, il fait la connaissance de Gertrude Luc, une femme du monde, qui devient sa muse et son mécène, et le suit jusqu'au-delà de sa mort en créant à la demande du peintre une fondation qui porte son nom, afin de sauvegarder son œuvre.
Il meurt le 24 novembre 1981 à Paris.

## Citations
« Je suis un peintre dramatique parce que je peins la vie. »

— Krikor Bédikian

« Il est réconfortant de contempler les œuvres de Bédikian à une époque où tant de peintres ou pseudo-peintres prétendent au conformisme de l'absurde en partant de l'ignorance. »

— Charles Vildrac,

« Il peint de telle façon que les illettrés eux-mêmes le comprennent. »

— Times magazine Art: Armenian In Paris 16 juin 1952